# Philornis glaucinis
Philornis glaucinis är en tvåvingeart som beskrevs av Carroll William Dodge och Aitken 1968. Philornis glaucinis ingår i släktet Philornis och familjen husflugor. Inga underarter finns listade i Catalogue of Life.